# Onthophagus rutilans
Onthophagus rutilans es una especie de insecto del género Onthophagus, familia Scarabaeidae, orden Coleoptera.

Fue descrita científicamente por Sharp en 1875.